# Fliegerführer Ostsee
Fliegerführer Ostsee war ab dem 1. April 1941 die Bezeichnung einer Dienststellung bzw. einer Kommandobehörde auf Brigadeebene der deutschen Luftwaffe im Zweiten Weltkrieg.

## Geschichte
Ihre Etatisierung erfolgte am 1. April 1941 in Swinemünde. Sie war der Luftflotte 1 beim Überfall auf die Sowjetunion unterstellt worden. Dem Fliegerführer unterlag die Führung der ihm unterstellten Verbände der Luftwaffe. Schwerpunkte der Einsätze waren die Luftaufklärung und Bekämpfung sowjetischer Kriegs- und Frachtschiffe in der östlichen Ostsee. Die fliegenden Verbände des Fliegerführers wirkten im August 1941 bei der Bekämpfung der Evakuierung von Tallin mit. Am 27. Oktober 1941 wurde sie in Fliegerführer Süd umbenannt und zur Luftflotte 4 in den Süden der Ostfront verlegt.

## Fliegerführer
| Dienstgrad | Name              | Datum                              |
| ---------- | ----------------- | ---------------------------------- |
| Oberst     | Wolfgang von Wild | 1. April 1941 bis 27. Oktober 1941 |

## Unterstellung
| Unterstellung | von           | bis              |
| ------------- | ------------- | ---------------- |
| Luftflotte 1  | 1. April 1941 | 27. Oktober 1941 |

## Unterstellte Verbände
| 22. Juni 1942 | |
| ------------- | --- |
| 22. Juni 1942 | Stab, 1., 2. und 3./Seeaufklärungsfliegergruppe 125; 3./Fernaufklärungsgruppe 22; Stab, 2. und 3./Küstenfliegergruppe 806, 1. und 2./Küstenfliegergruppe 106; 9. Seenotstaffel |